# Xocós

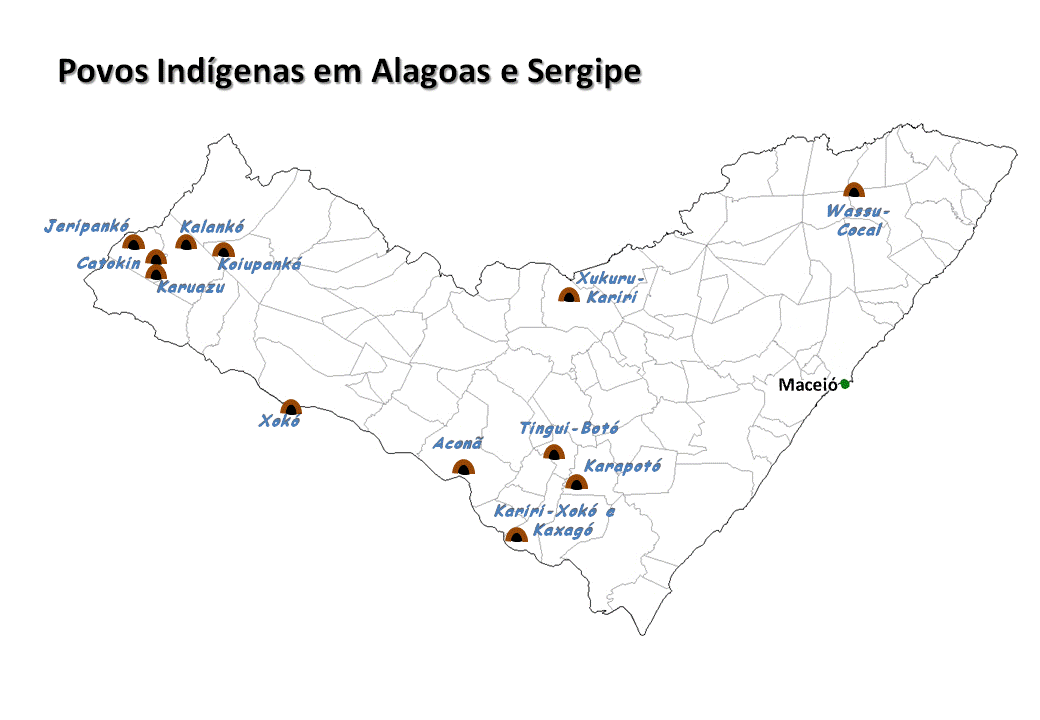
Povos Indígenas em Alagoas e Sergipe.

Os Xokó são um grupo indígena que habita a margem direita do rio São Francisco, no município brasileiro de Porto da Folha, estado de Sergipe. Ficam na Área Indígena Caiçara/Ilha de São Pedro). No século XVII eram chamados ceocoses.         

## Etimologia
Nas documentações antigas, quase sempre relacionadas aos aldeamentos missionários, encontra-se diversas grafias para os Xocó. Foram citados como Shocó, Xocó, Chocó, Chocoz, Ciocó e Ceocose.

## Organização social

### Família
A família tem um importante papel na comunidade Xokó, onde os mais jovens são treinados para fazer as tarefas apropriadas ao seu sexo e idade. Os Xocó jovens são incentivados  a procurar casamento dentro do próprio grupo.

### Aldeia
A princípio, as casas eram construídas com madeira e palha. Com o passar dos tempos, as casas passaram a ser construídas com taipa. Atualmente, as casas são de alvenaria, muitas possuem água encanada e eletricidade. Os mobiliários e eletrodomésticos estão incorporados nas residências Xocó conforme a capacidade de compra de sua renda. Na aldeia de São Pedro ainda se encontra a igreja do século XVIII, o cemitério e as ruínas do convento dos capuchinos da época da missão.
Na aldeia ainda há a representação do cacique, que é responsável pelos assuntos administrativos e sociais; e o pajé, responsável pela condução dos rituais sagrados.

## Economia
A agricultura do algodão é feita para comercialização e a agricultura do milho, feijão, mandioca, alguns legumes e verduras são para uso doméstico. A atividade de pesca foi reduzida depois da construção da barragem, que diminuiu a quantidade de peixe, mas ainda é praticada para o consumo doméstico. A atividade da pecuária está em fase inicial ainda, com alguns Xocó criando gado bovino e abrindo pastagens.
A fabricação de cerâmica é uma tradição antiga. Os homens Xocó buscam a argila em Caiçara, pois em São Pedro não tem argila apropriada, e as mulheres Xocó modelam as peças usando rolete de argila. As cerâmicas produzidas são vendidas nas feiras e nos povoados próximos.

## Educação
Na aldeia São Pedro há uma escola que oferece aulas do 1º ao 4º ano do Ensino Fundamental. As aulas são ministradas na língua portuguesa, única língua falada pelos Xocó atualmente. E a maioria das professoras que ministram as aulas são indígenas e além do currículo padrão do ensino brasileiro, também ensinam a cultura dos Xocó. Para receber aulas superiores as que são oferecidas na escola da aldeia, as crianças precisam se deslocar até Pão de Açúcar.

## Religião

### Tradicional indígena
Tradicionalmente, o toré era praticado pelos Xocó, mas com a chegada dos missionários cristãos, a prática foi proibida em São Pedro. Alguns Xocó praticavam escondidos, mas eram severamente castigados quando descobertos. Atualmente o toré está voltando a ser praticada pelos Xocó, como uma afirmação de identidade. Praticam o toré em público, com vestimentas de fibra vegetal, adornos de penas, colares, maracás e pinturas corporais. Praticam o toré no cotidiano como divertimento, sem vestimentas especiais. E praticam como ritual sagrado, somente entre os Xocó, com uma forte ligação com os antepassados. O Samba de coco foi incorporado na cultura dos Xikos, devido ao relacionamento que os indígenas tiveram com os africanos escravizados.
O ritual do Ouricuri ainda é realizado pelos Xocó. Ocorre anualmente no mês de setembro, período em que celebram o reconhecimento das terras indígenas. Inicia com os homens Xocó realizando um ritual secreto na mata, onde só os índios podem ter acesso. Homens, mulheres e crianças Xocó dançam o toré, entoam cantigas e tocam maracas; usam adornos e vestimentas tradicionais e pinturas corporais.

### Catolicismo
A doutrina religiosa católica foi introduzida aos Xocó, pelos missionários europeus, durante o período da colonização. Ainda possui uma presença muito forte entre os Xocó, que praticam um catolicismo popular com missas, rezas, novenas e vínculos com santos católicos. Há a realização de toré em determinadas celebrações no interior da igreja, onde não há proibição por parte da Igreja Católica.

## História
A origem dos Xocó vem de grupos indígenas que tinham assentamentos nas imediações do rio São Francisco. Entre os séculos XVII e XVIII, os Xocó possuíam aldeias espalhadas por uma área que ia do Sergipe até o sul do Ceará, que de tempos em tempos alternavam de margens do rio São Francisco. Tinham uma vida itinerante, devido às fugas das missões religiosas que costumavam aglutinar os Xocó em espaços missionários para catequiza-los.
No final do século XVII, juntamente com o crescimento populacional de colonos europeus no Vale do Rio São Francisco, os capuchinhos fundaram a missão São Pedro de Porto da Folha e a missão Caiçara, onde aglutinaram os Xocó, junto com outras etnias.
No ano de 1700, a Coroa Portuguesa dá a posse e o uso de terras aos índios (uma légua em quadra de terra) das missões onde estavam aldeados. Em 1976, fazendeiros tentam, sem sucesso,  transferir os índios da missão São Pedro de Porto da Folha para a missão de Pacatuba.
No século XIX, os padres substituíram os capuchinhos e a missão São Pedro de Porto da Folha foi aberta para residir índios e não índios, Em 1849, o governo da Província convida os capuchinhos para retornar à missão São Pedro de Porto da Folha para catequizar. Neste período os índios ainda exerciam sua religião em segredo, no terreiro de Caiçara. E quando descobertos, eram castigados. No ano de 1850, o governo cria a Lei de Terras, onde regulamenta a propriedade fundiária. Após a criação da Lei de Terras, a Província de Sergipe passa a negar a existência de índios e dizer que a missão São Pedro não era mais habitada por índios e sim por “mestiços confundidos na massa da população” e que as terras que pertenciam aos índios deveriam ser incorporadas aos bens da União e ser transformada em fazendas de gado. E no ano de 1853, o governo decreta o fechamento da Diretoria de índios em Sergipe. No final da década de 1870, as terras da missão São Pedro foram doadas à Câmara da Ilha do Ouro e depois para a Câmara de Porto da Folha. Em 1888, as terras foram aforadas aos fazendeiros. Depois, as terras passaram para a prefeitura e foram vendidas para particulares.
Na década de 1950, alguns Xocó ainda permaneciam em São Pedro e em Caiçara, outros se mudaram para Porto Real do Colégio, uma das antigas missões dos Kariri-Xokó, ou para regiões vizinhas. Os Xocó não eram identificados, pela população local, como indígenas mas como caboclos. Foi necessário esconder suas origens indígenas, pois era perigoso por causa da violência contra eles por parte dos fazendeiros. Os Xocó que permaneceram em São Pedro e em Caiçara, trabalhavam para os fazendeiros ou eram meeiros e viviam da pesca e da venda de cerâmicas.
No dia 7 de dezembro de 1979, sob o Decreto nº 4.530, o Governo Estadual de Sergipe passou as terras de São Pedro e de Caiçara para a União; e a União homologa em 24 de dezembro de 1991, sob o Decreto nº 401, uma área de 4.220 hectares de Caiçara e a ilha São Pedro, como área indígena dos Xocó.